# Ennomos pallida
Ennomos pallida är en fjärilsart som beskrevs av Barend J. Lempke 1951. Ennomos pallida ingår i släktet Ennomos och familjen mätare. Inga underarter finns listade i Catalogue of Life.